# Whenever you need me (Piet Veerman)
Whenever you need me is een lied van Piet Veerman. Het werd in 1988 uitgebracht op een single met Call on me op de B-kant. De single bereikte de hitlijsten in zowel Nederland als België. Verder verscheen het op zijn album Harmony (1988) en het verzamelalbum Sailin' home (Het beste van Piet Veerman) (1996).
Het werd geschreven door Alides Hidding, de voorman van de Time Bandits. De zanger zegt zijn geliefde toe alles voor haar te doen wanneer ze hem maar nodig heeft.

## Hitlijsten

### Nederlandse Top 40
| Hitnotering: 10-09-1988 t/m 15-10-1988 | Hitnotering: 10-09-1988 t/m 15-10-1988 | Hitnotering: 10-09-1988 t/m 15-10-1988 | Hitnotering: 10-09-1988 t/m 15-10-1988 | Hitnotering: 10-09-1988 t/m 15-10-1988 | Hitnotering: 10-09-1988 t/m 15-10-1988 | Hitnotering: 10-09-1988 t/m 15-10-1988 | Hitnotering: 10-09-1988 t/m 15-10-1988 |
| Week:                                  | 1                                      | 2                                      | 3                                      | 4                                      | 5                                      | 6                                      |                                        |
| -------------------------------------- | -------------------------------------- | -------------------------------------- | -------------------------------------- | -------------------------------------- | -------------------------------------- | -------------------------------------- | -------------------------------------- |
| Positie:                               | 33                                     | 28                                     | 24                                     | 25                                     | 34                                     | 39                                     | uit                                    |

### NederlandseNationale Hitparade
| Hitnotering: 10-9-1988 t/m 22-10-1988 | Hitnotering: 10-9-1988 t/m 22-10-1988 | Hitnotering: 10-9-1988 t/m 22-10-1988 | Hitnotering: 10-9-1988 t/m 22-10-1988 | Hitnotering: 10-9-1988 t/m 22-10-1988 | Hitnotering: 10-9-1988 t/m 22-10-1988 | Hitnotering: 10-9-1988 t/m 22-10-1988 | Hitnotering: 10-9-1988 t/m 22-10-1988 | Hitnotering: 10-9-1988 t/m 22-10-1988 |
| Week:                                 | 1                                     | 2                                     | 3                                     | 4                                     | 5                                     | 6                                     | 7                                     |                                       |
| ------------------------------------- | ------------------------------------- | ------------------------------------- | ------------------------------------- | ------------------------------------- | ------------------------------------- | ------------------------------------- | ------------------------------------- | ------------------------------------- |
| Positie:                              | 71                                    | 49                                    | 33                                    | 36                                    | 41                                    | 47                                    | 62                                    |                                       |

### BelgischeBRT Top 30
| Hitnotering: 1-10-1988 t/m 22-10-1988 | Hitnotering: 1-10-1988 t/m 22-10-1988 | Hitnotering: 1-10-1988 t/m 22-10-1988 | Hitnotering: 1-10-1988 t/m 22-10-1988 | Hitnotering: 1-10-1988 t/m 22-10-1988 | Hitnotering: 1-10-1988 t/m 22-10-1988 |
| Week:                                 | 1                                     | 2                                     | 3                                     | 4                                     |                                       |
| ------------------------------------- | ------------------------------------- | ------------------------------------- | ------------------------------------- | ------------------------------------- | ------------------------------------- |
| Positie:                              | 27                                    | 25                                    | 28                                    | 22                                    | uit                                   |

### VlaamseUltratop 30
| Hitnotering: 1-10-1988 t/m 22-10-1988 | Hitnotering: 1-10-1988 t/m 22-10-1988 | Hitnotering: 1-10-1988 t/m 22-10-1988 | Hitnotering: 1-10-1988 t/m 22-10-1988 | Hitnotering: 1-10-1988 t/m 22-10-1988 | Hitnotering: 1-10-1988 t/m 22-10-1988 |
| Week:                                 | 1                                     | 2                                     | 3                                     | 4                                     |                                       |
| ------------------------------------- | ------------------------------------- | ------------------------------------- | ------------------------------------- | ------------------------------------- | ------------------------------------- |
| Positie:                              | 34                                    | 34                                    | 34                                    | 31                                    | uit                                   |